# Даутларово
Даутла́рово (рос. Даутларово, башк. Дауытлар) — присілок у складі Бураєвського району Башкортостану, Росія. Входить до складу Кашкалевської сільської ради.
Населення — 220 осіб (2010; 293 у 2002).
Національний склад:
- башкири — 97 %